# Biomassekraftwerk Lünen
Die Gesellschaft BMK Biomassekraftwerk Lünen betreibt seit 2006 am Standort Lünen ein Biomasse- und Altholzkraftwerk mit 20 Megawatt (MW) elektrischer Leistung. Eine eigene Altholzaufbereitungsanlage sichert die Versorgung des Kraftwerkes. Zugleich produziert die Anlage Holzhackschnitzel zur thermischen und stofflichen Verwertung in anderen Betrieben. Die Betreibergesellschaft ist eine Kooperation der STEAG New Energies GmbH und der Remondis GmbH & Co. KG.
Die planmäßige jährliche Energieerzeugung beläuft sich auf 150 Millionen Kilowattstunden (kWh) Strom. Die eigens benötigte Biomasse beträgt hierbei jährlich 160.000 Tonnen Altholz und Siebüberläufe aus der Kompostierung. Der erzeugte Strom wird ins öffentliche Stromnetz eingespeist.